# Apisa subcanescens
Apisa subcanescens är en fjärilsart som beskrevs av Rothschild 1910. Apisa subcanescens ingår i släktet Apisa och familjen björnspinnare. Inga underarter finns listade i Catalogue of Life.